# Tjerkaska oblast
Tjerkaska oblast (ukrainsk: Черкаська область, Tjerkaska oblast) er en af Ukraines 24 oblaster beliggende i den midterste del af landet. Størstedelen af oblasten ligger vest for floden Dnepr.
Tjerkasy oblast er med sine 20.900 km² Ukraines 18. største oblast og dækker 3,5% af landets areal. Oblasten grænser i nord op til Kyiv oblast, i øst til Poltava oblast, i syd til Kirovohrad oblast og i vest til Vinnitsja oblast. Den østlige del af oblasten var tidligere ofte udsat for oversvømmelser, men omfattende opdæmninger og vandkraftudbygning i sovjettiden i 1900-tallet eliminerede dette problem. Tjerkasy oblast blev grundlagt den 7. januari 1954, og er den yngste oblast i Ukraine. Oblasten har 1.160.744 (2022) indbyggere. Oblastens største by og administrative center er Tjerkasy (295.950). Andre større byer er Uman (86.621), Smila (68.520), Zolotonosja (28.464) og Kaniv (25.558).

## Erhverv
Økonomien i Tjerkasy oblast er i høj grad domineret af landbrug. Roer, vinterhvede og sukker er de vigtigste agrøder, byg, majs, tobak og hamp er dyrkes også ligesom kvægavl er vigtig.
Industrien er hovedsagelig koncentreret i Tjerkasy. I slutningen af 1960'erne blev der opbygget en kemisk industri i byen ud over maskinindustri, møbelfremstilling og forarbejdning af landbrugsprodukter.

## Administrativ inddeling
Der var oprindelig  20 rajoner (amt eller distrikt, men i juli 2020 blev antallet nedbragt til 4 rajoner. De består af  i alt 16 byer, 15 bymæssige bebyggelser og 824 landsbyer.
De fire rajoner er:
- Tjerkasy rajon;
- Uman rajon;
- Zolotoniskyj rajon;
- Zvenyhorodka rajon.